# Liste der Kulturdenkmale in der Hofer Vorstadt (Plauen)

Lage des Stadtteils Hofer Vorstadt in Plauen

In der Liste der Kulturdenkmale in der Hofer Vorstadt sind die Kulturdenkmale des Plauener Stadtteils Hofer Vorstadt verzeichnet, die bis Januar 2020 vom Landesamt für Denkmalpflege Sachsen erfasst wurden (ohne archäologische Kulturdenkmale). Die Anmerkungen sind zu beachten.
Diese Aufzählung ist eine Teilmenge der Liste der Kulturdenkmale in Plauen.

## Liste der Kulturdenkmale in der Hofer Vorstadt
| Bild           | Bezeichnung                                          | Lage                            | Datierung                          | Beschreibung | ID       |
| -------------- | ---------------------------------------------------- | ------------------------------- | ---------------------------------- | --- | -------- |
|                | Mietshaus in geschlossener Bebauung                  | Am Unteren Bahnhof 15 (Karte)   | 1903                               | Historisierendes Gebäude der Stadterweiterung, baugeschichtliche Bedeutung. Viergeschossiger Putz-Klinker-Bau mit fünf Achsen, Erdgeschoss mit Putznutung, zentraler Eingang, Segmentbogenöffnungen (diese außerdem im dritten Obergeschoss) mit Köpfen als Schlusssteinen, die drei Obergeschosse mit rotem Klinker, florale und vom Jugendstil beeinflusste Putz-Stuck-Verzierungen der Fensterrahmen und -bekrönungen (erstes Obergeschoss Dreiecksgiebel, Rankenfelder, drittes Obergeschoss Löwenköpfe), über den beiden linken Achsen Dachhaus mit Schweifgiebel und Okulus, drei kleine stehende Gaupen, Gestaltungsübereinstimmungen mit Nachbargebäude Nummer 16 und 17. | 09246591 |
|                | Mietshaus in geschlossener Bebauung                  | Am Unteren Bahnhof 16 (Karte)   | 1903                               | Ursprünglich mit Laden, zeittypischer historisierender, leicht veränderter Bau von baugeschichtlicher Bedeutung. Viergeschossiger Putz-Klinker-Bau mit fünf Achsen, Erdgeschoss wohl ursprünglich mit Putznutung, jetzt geglättet, seitlicher Eingang, Segmentbogenöffnungen (diese außerdem im dritten Obergeschoss) mit Köpfen als Schlusssteinen, die drei Obergeschosse mit rotem Klinker, florale und vom Jugendstil beeinflusste Putz-Stuck-Verzierungen der Fensterrahmen und - bekrönungen (erstes Obergeschoss Dreiecksgiebel, Rankenfelder, drittes Obergeschoss Löwenköpfe), über den beiden linken Achsen Dachhaus mit Schweifgiebel und Okulus, drei kleine stehende Gaupen, Gestaltungsübereinstimmungen mit Nachbargebäude Nummer 15 und Nummer 17. | 09246590 |
|                | Mietshaus in geschlossener Bebauung                  | Am Unteren Bahnhof 17 (Karte)   | 1903                               | Ursprünglich mit Laden, historisierender Bau der Stadterweiterung, trotz verändertem Erdgeschoss von baugeschichtlicher Bedeutung. Viergeschossiger Putz-Klinker-Bau mit fünf Achsen, Erdgeschoss wohl ursprünglich mit Putznutung, jetzt stark verändert, seitlicher Eingang, die drei Obergeschosse mit rotem Klinker, florale und vom Jugendstil beeinflusste Putz-Stuck-Verzierungen der Fensterrahmen und - bekrönungen (erstes Obergeschoss Dreiecksgiebel, Rankenfelder, drittes Obergeschoss Löwenköpfe), über den beiden linken Achsen Dachhaus mit Schweifgiebel und Okulus, drei kleine stehende Gaupen, Gestaltungsübereinstimmungen mit Nachbargebäude Nummer 15 und Nummer 16. | 09246589 |
|                | Wasserturm und Stellwerk des Unteren Bahnhofs Plauen | Am Unteren Güterbahnhof (Karte) | 1913                               | Betriebsanlagen des Unteren Bahnhofs Plauen der Bahnstrecke Gera Süd–Weischlitz (Elstertalbahn), technikgeschichtlich und eisenbahngeschichtlich von Bedeutung. Wasserturm auf kreisförmigem Grundriss, Wasserbehälter größere Grundfläche, Abschluss durch Kegeldach mit Laterne, unverändert wie hier nur in wenigen Exemplaren erhalten. Der Wasserturm am Unteren Bahnhof in Plauen wurde 1913 von der Firma Carl Grundwald aus Dresden errichtet. Er versorgte ab 1916 die Dampflokomotiven an der Strecke Gera-Weischlitz, welche 1875 von der Sächsisch-Thüringischen Eisenbahngesellschaft eröffnet wurde, mit Betriebswasser. Es handelt sich um einen schmucklosen, verputzten Ziegelbau, dessen kreisrunder Turmschaft sich konisch verjüngt. Ein schlichtes Gurtgesims markiert den Übergang zum weit auskragenden Turmkopf, der den stählernen Wasserbehälter beinhaltet. Abgeschlossen wird der Turm von einem spitzen Kegeldach mit Entlüftungshaube. Der ehemalige Wasserstandsanzeiger ist gleisseitig fragmentarisch erhalten. Als Zeugnis des sich rasch entwickelnden Eisenbahnwesens Ende des 19., Anfang des 20. Jahrhunderts ist der rein nach funktionalistischen Gesichtspunkten gebaute, völlig schmucklose und in bauzeitlichem Zustand erhaltene Wasserturm von eisenbahngeschichtlichem Wert. | 09246587 |
| Weitere Bilder | Eisenbahnbrücke (sogenannte Panzerbrücke) der VOMAG  | Holbeinstraße (Karte)           | 1942                               | Baukonstruktiv bemerkenswertes Brückenbauwerk, mit Kriegsschäden durch Bomben und Geschosse infolge der Luftangriffe 1945, gehört zu den letzten Zeugnissen der für Plauen einst bedeutenden Maschinenfabrik und ist zudem ein einzigartiges Geschichtszeugnis für die deutsche Rüstungsproduktion sowie die Luftangriffe auf Plauen während des Zweiten Weltkrieges, von großer geschichtlicher Bedeutung sowie von hohem Dokumentations- und Erinnerungswert. - Panzerbrücke: genietete Stahlvollwandträger-Trogbrücke mit Strompfeiler und Widerlagern aus Beton über die Weiße Elster (eingleisig mit unten liegender Fahrbahn), mit drei Laternen aus der Zeit nach 1945, erbaut im Zusammenhang mit der Erweiterung der VOMAG-Produktion auf Panzer für die Wehrmacht, hierfür 1941–1943 Errichtung einer Montagehalle (Panzerendmontagehalle, größte Produktionsstätte für den von der VOMAG entworfenen Jagdpanzer IV) linksseitig der Elster, 1942 Bau der Panzerbrücke zwecks Eisenbahnanschluss an das Netz der Deutschen Reichsbahn, aufgrund der großen Lasten (Überführung von mit Panzern beladenen Eisenbahnwaggons, Abtransport über Zweiggleis zum Unteren Bahnhof) kam eine äußerst massive Brückenkonstruktion zur Ausführung: Obergurte als genietete Vollwandträger aus starken Stahlplatten, mit Steifen gegen Ausknicken verstärkt, unter der Fahrbahn mittels Querträgern verbunden, dadurch eine offene bzw. Trogbrücke bildend, bei Luftangriffen auf die VOMAG (auf Panzerhalle und Panzerbrücke abzielend) am 26. März und 9. sowie 10. April 1945 durch Bombentreffer sowie durch Bordwaffen der Tiefflieger stark beschädigt, aber aufgrund der stabilen Konstruktion nicht zerstört, Kriegsschäden heute noch sichtbar - Pumpenbunker: vor Sprengbomben geschützte Wasserentnahmestelle für Löschwasser am ehemaligen Firmengelände der VOMAG, Ziegelmauerwerk, ca. 140 cm starke Betonabdeckung, Schießscharte, Betonsockel für nicht mehr erhaltene Pumpe (ursprünglich mit 100-PS-Dieselaggregat), Stahlblechtür, von ursprünglich sechs Pumpenbunkern blieb nur dieser bis zum Abbruch 2008 erhalten | 09299716 |
|                | Mietshaus in geschlossener Bebauung                  | Meßbacher Straße 19 (Karte)     | Um 1900                            | Zeittypischer Klinkerbau der Stadterweiterung, baugeschichtliche Relevanz. Viergeschossiger roter Klinkerbau mit sechs Achsen, das hohe Erdgeschoss mit Sockelzone wird optisch durch ein ornamentiertes Putzgesims abgegrenzt, im Erdgeschoss Segmentbogenöffnungen, seitliches Eingangstor. Die drei Obergeschosse mit jeweils einem Kuppelfenster über der Eingangsachse. Alle Fenster mit geradem Sturz. Erstes Obergeschoss durch Stuckbekrönungen hervorgehoben, die beiden Geschosse darüber sind flacher reliefiert. Im Berliner Dach Aufbau aus der Nachkriegszeit. | 09247341 |
| Weitere Bilder | Straßenbahntriebwagen                                | Wiesenstraße 24 (Karte)         | 1966 (Triebwagen); 1969 (Beiwagen) | Baureihe 79 und Beiwagen Baureihe 28 des VEB Waggonbau Gotha, Standort ist das Straßenbahndepot der Plauener Straßenbahn, verkehrsgeschichtlich bedeutsam. - Baureihe 79: Indienststellung am 12. Februar 1966, 22 Sitzplätze, 60 Stehplätze, Motorentyp EM 60/600 mr 2 ST. a 60 kW, Achsenabstand 3200 mm, Liniendienst bis 1991 - Beiwagen 28: Indienststellung 28. April 1969, 24 Sitzplätze, 66 Stehplätze, Achsenabstand 3200 mm, Liniendienst bis 1991, Museumsfahrzeuge seit 1992 | 09247470 |

## Ehemalige Denkmäler
| Bild | Bezeichnung                        | Lage                         | Datierung | Beschreibung                              | ID |
| ---- | ---------------------------------- | ---------------------------- | --------- | ----------------------------------------- | -- |
|      | Wohnhaus in geschlossener Bebauung | Am Unteren Bahnhof 4 (Karte) | Um 1900   | Nach 2009 von der Denkmalliste gestrichen |    |
|      | Wohnhaus in offener Bebauung       | Brüderstraße 2 (Karte)       | Um 1900   | Nach 2009 von der Denkmalliste gestrichen |    |

## Tabellenlegende
- Bild: Bild des Kulturdenkmals, ggf. zusätzlich mit einem Link zu weiteren Fotos des Kulturdenkmals im Medienarchiv Wikimedia Commons. Wenn man auf das Kamerasymbol klickt, können Fotos zu Kulturdenkmalen aus dieser Liste hochgeladen werden:
- Bezeichnung: Denkmalgeschützte Objekte und ggf. Bauwerksname des Kulturdenkmals
- Lage: Straßenname und Hausnummer oder Flurstücknummer des Kulturdenkmals. Die Grundsortierung der Liste erfolgt nach dieser Adresse. Der Link (Karte) führt zu verschiedenen Kartendiensten mit der Position des Kulturdenkmals. Fehlt dieser Link, wurden die Koordinaten noch nicht eingetragen. Sind diese bekannt, können sie über ein Tool mit einer Kartenansicht einfach nachgetragen werden. In dieser Kartenansicht sind Kulturdenkmale ohne Koordinaten mit einem roten bzw. orangen Marker dargestellt und können durch Verschieben auf die richtige Position in der Karte mit Koordinaten versehen werden. Kulturdenkmale ohne Bild sind an einem blauen bzw. roten Marker erkennbar.
- Datierung: Baubeginn, Fertigstellung, Datum der Erstnennung oder grobe zeitliche Einordnung entsprechend des Eintrags in der sächsischen Denkmaldatenbank
- Beschreibung: Kurzcharakteristik des Kulturdenkmals entsprechend des Eintrags in der sächsischen Denkmaldatenbank, ggf. ergänzt durch die dort nur selten veröffentlichten Erfassungstexte oder zusätzliche Informationen
- ID: Vom Landesamt für Denkmalpflege Sachsen vergebene, das Kulturdenkmal eindeutig identifizierende Objekt-Nummer. Der Link führt zum PDF-Denkmaldokument des Landesamtes für Denkmalpflege Sachsen. Bei ehemaligen Kulturdenkmalen können die Objektnummern unbekannt sein und deshalb fehlen bzw. die Links von aus der Datenbank entfernten Objektnummern ins Leere führen. Ein ggf. vorhandenes Icon  führt zu den Angaben des Kulturdenkmals bei Wikidata.

## Ausführliche Denkmaltexte
1. ↑  Panzerbrücke:
Die aus starken Stahlplatten und -blechen zusammengefügte Eisenbahnbrücke der Vogtländischen Maschinenfabrik diente zur Überführung von schweren, mit Panzern beladenen Eisenbahnwaggons über die Weiße Elster in Richtung des Unteren Bahnhofs in Plauen und erhielt daher die Bezeichnung „Panzerbrücke“. Die VOMAG, ursprünglich ein für die Fertigung von Stickmaschinen weltbekanntes Plauener Unternehmen, nahm während des Zweiten Weltkriegs nach der Produktion von Fahrzeugen für die Wehrmacht auch die von Jagdpanzern auf. Die 1941–1943 linksseitig des Elsterflusses neu errichtete Montagehalle wurde mittels der vorliegenden Eisenbahnbrücke an das Eisenbahnnetz angebunden. Die aufgrund der großen Lasten äußerst stabil ausgeführte Konstruktion – eine genietete Stahlvollwandträger-Trogbrücke mit einem Strompfeiler aus Beton – überstand 1945 mehrere gezielte Luftangriffe. Bombentreffer und Einschusslöcher sind auch heute noch am Bauwerk zu sehen. Die Panzerbrücke gehört zu den letzten baulichen Zeugnissen für die VOMAG und ist damit nicht nur aufgrund ihrer besonderen, dem großen Gewicht der zu überführenden Panzer geschuldeten Konstruktion von bau- und technikgeschichtlicher, sondern auch industriegeschichtlicher Bedeutung. Darüber hinaus wird das Brückenbauwerk durch die weiterhin sichtbaren Bomben- und Geschosstreffer zum eindrucksvollen Zeugnis der Luftangriffe auf Plauen und ist damit von großer geschichtlicher Bedeutung sowie von hohem Dokumentations- und Erinnerungswert.